# نیروی دریایی جمهوری کره
نیروی دریایی جمهوری کره (کره‌ای: 대한민국 해군) شاخه جنگ دریایی نیروهای مسلح کره جنوبی است، که مسئول انجام عملیات نظامی و عملیات آبی خاکی است.نیروی دریایی خلق کره شامل سپاه تفنگداران دریایی جمهوری کره است، که سازمانی تقریباً خودمختار است.